# Nicolás Castillo
Nicolás Ignacio Castillo Mora (* 14. Februar 1993 in Santiago de Chile) ist ein chilenischer Fußballspieler. Der Stürmer spielte 24 Länderspiele für Chile, in denen er vier Treffer erzielte. Größte Erfolge des Spielers sind der Gewinn der Copa América Centenario 2016 und auf Vereinsebene zwei nationale Meisterschaften.

## Karriere
Castillo war lange in der chilenischen Primera División für den CD Universidad Católica aktiv und wechselte im Januar 2014 in die Jupiler Pro League zum FC Brügge. Sein Jupiler-Pro-League-Debüt gab Castillo am 9. Februar 2014 im Spiel gegen KRC Genk (1:3).
In der Winterpause der Saison 2014/15 wurde er vom deutschen Bundesligisten 1. FSV Mainz 05 bis Saisonende ausgeliehen; es wurde eine anschließende Kaufoption vereinbart. In der Fußball-Bundesliga debütierte er am 3. Februar 2015 im Auswärtsspiel bei Hannover 96 (1:1). Im weiteren Verlauf der Rückrunde war Castillo allerdings von Verletzungen betroffen, weshalb Mainz 05 die Kaufoption nicht nutzte.
Zur Saison 2015/16 wurde Castillo an den Serie-A-Aufsteiger Frosinone Calcio verliehen. Im Januar 2016 wurde er zurück an seinen Jugendverein CD Universidad Católica verliehen. Danach spielte er für die UNAM Pumas und Benfica Lissabon. Von 2019 stand er beim Club América in Mexiko unter Vertrag, wurde 2021 an EC Juventude verliehen. 2022 wechselte er zum Club Necaxa, jedoch wurde der Vertrag nach nur zwei Monaten aufgelöst. Zur Saison 2024 kehrte er zu Universidad Católica zurück. Im März 2025 verpflichtete ihn der Drittligist Santiago City FC.

## Erfolge
Universidad Católica
- Chilenischer Pokalsieger: 2011
- Chilenischer Meister: 2015/16-C

FC Brügge
- Belgischer Pokalsieger: 2015

Benfica Lissabon
- Portugiesischer Meister: 2019

Chile
- Copa América: Centenario 2016

## Auszeichnungen
- Torschützenkönig der Primera División: 2015/16-C (11 Tore)